# Bolt (телеканал)
«Bolt» — український фільмовий телеканал, орієнтований на чоловічу аудиторію.

## Про канал
28 квітня 2016 року Національна рада з питань телебачення і радіомовлення вирішила видати ТОВ «Дорослі канали» мовлення телеканалу під назвою «Bolt».
Мовлення телеканалу розпочалося 10 червня 2016 року.
20 липня 2023 року Національна рада України з питань телебачення і радіомовлення змінила технологію мовлення з супутникового на OTT/IPTV.

## Серіали
- Код Костянтина
- Прокурори
- Пес
- Речдок
- Контакт
- Володимирська, 15
- Життя і пригоди Мішки Япончика
- Провінціал
- Кримінолог
- Право на захист
- Доброволець
- Патруль Самооборона
- Нюхач
- Менталіст
- Рубан
- Потяг
- Майор і магія
- Мереживо долі
- Культ
- Винищувачі
- Правила угону
- Ботоферма
- Любов зі зброєю
- Балада про бомбера
- Шулер
- Виклик
- В полоні у перевертня
- Розтин покаже
- Дзідзьо-фільм
- Ніконов і Ко
- Жіночий лікар
- Відділ 44
- Фантом
- Пошта
- СБУ. Спецоперація
- Відважні
- Темні лабіринти минулого
- Слідчі
- Морська поліція. Чорноморськ
- Козаки. Абсолютно брехлива історія
- Хід прокурора
- Виходьте без дзвінка
- Метелики
- Ментівські війни. Харків
- Ментівські війни. Київ
- Мисливці за старовиною
- Дільничний з ДВРЗ
- Штурм
- Слідаки
- Табун
- Гарячий
- Подвійні ставки
- Топтун
- Коп з минулого
- Поганий хороший коп

## Параметри супутникового мовлення
| Супутник         | Стандарт | Частота, МГц | Швидкість | Поляризація       | Формат зображення | FEC | Кодування  |
| ---------------- | -------- | ------------ | --------- | ----------------- | ----------------- | --- | ---------- |
| Astra 4A (4.8°E) | DVB-S2   | 11766        | 30000     | H (горизонтальна) | MPEG-4            | 2/3 | Verimatrix |